# Opius lucidus
Opius lucidus är en stekelart som beskrevs av Szepligeti 1896. Opius lucidus ingår i släktet Opius och familjen bracksteklar. Inga underarter finns listade i Catalogue of Life.